# Rhopalotettix chinensis
Rhopalotettix chinensis är en insektsart som beskrevs av Tinkham 1939. Rhopalotettix chinensis ingår i släktet Rhopalotettix och familjen torngräshoppor. Inga underarter finns listade i Catalogue of Life.